# Vokalquartett

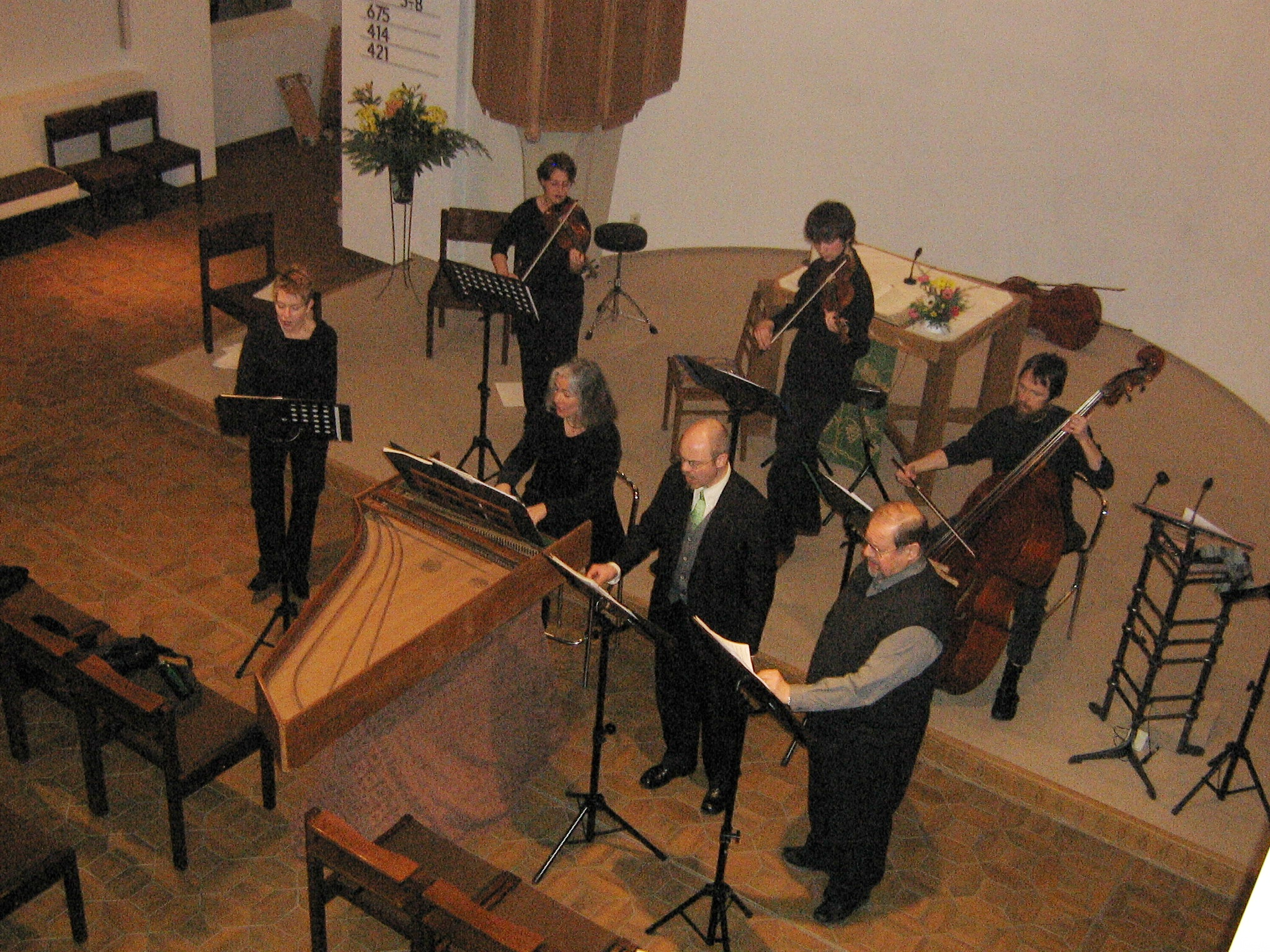
Vokalquartett mit Streicher- und Cembalobegleitung

Bei einem Vokalquartett handelt es sich um vier Personen eines Musikquartetts, die gemeinsam singen. Hierbei kann es sich um vier Männer, vier Frauen oder jede andere Kombination handeln. Unabhängig vom Geschlecht teilt man jedoch meist in vier verschiedene Stimmen ein, die der Höhe des jeweiligen Tonumfangs der betreffenden Person angeglichen sind.
Ein Vokalquartett kann durch eine Instrumentalgruppe begleitet werden, die Aufführung ohne Begleitung wird insbesondere bei lautmalerischer Imitation der Instrumente „A cappella“ genannt.